# 诺维耶尔卡斯
诺维耶尔卡斯，是西班牙卡斯蒂利亚-莱昂索里亚省的一个市镇。总面积85平方公里，总人口218人（2001年），人口密度3人/平方公里。